# Stjepan Skočibušić
Stjepan Skočibušić (Makarska, 10. lipnja 1979.) je hrvatski nogometaš.
2006. godine bio je standardni igrač ruskog Torpeda.